# Hoa hậu Quốc tế 1973
Hoa hậu Quốc tế 1973 là cuộc thi Hoa hậu Quốc tế lần thứ 13, được tổ chức vào ngày 13 tháng 10 năm 1973 tại Exposition Hall Fairgrounds, Osaka, Nhật Bản. 47 thí sinh tham gia cuộc thi năm nay. Trong đêm chung kết, Hoa hậu Quốc tế 1972, Linda Hooks đến từ Vương quốc Liên hiệp Anh và Bắc Ireland đã trao vương miện cho người kế nhiệm, cô Tuula Anneli Bjorkling đến từ Phần Lan. Đây là lần đầu tiên Phần Lan đăng quang cuộc thi.

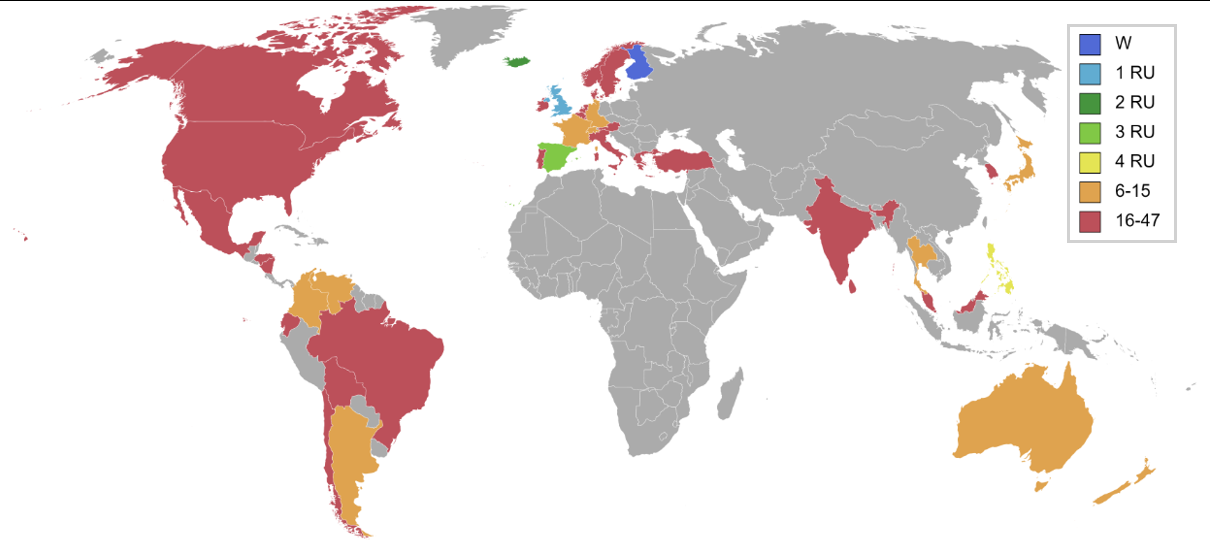
Các quốc gia vùng lãnh thổ tham gia Hoa hậu Quốc tế 1973 và kết quả.

## Kết quả

### Thứ hạng
| Kết quả              | Thí sinh |
| -------------------- | --- |
| Hoa hậu Quốc tế 1973 | - Phần Lan – Tuula Anneli Bjorkling |
| Á hậu 1              | - Anh Quốc – Zoe Spink |
| Á hậu 2              | - Iceland – Helga Eldon Jonsdóttir |
| Á hậu 3              | - Tây Ban Nha – Maria Lorenzo |
| Á hậu 4              | - Philippines – Maria Elena Suarez Ojeda |
| Top 15               | - Argentina – Mónica Neu - Úc – Paula Whitehead - Colombia – Tulia Gómez Porras - Pháp – Christine Schmadth - Đức – Ingeborg Braun - Nhật Bản – Miki Yaita - New Zealand – Teresa Hodgson - Thụy Sĩ – Dunya Claudia Wiederkehr - Thái Lan – Jintana Te-chamaneewat - Venezuela – Hilda Carrero García |

### Các giải thưởng đặc biệt
| Giải thưởng                 | Thí sinh                               |
| --------------------------- | -------------------------------------- |
| Hoa hậu Thân thiện          | - Tây Ban Nha – Maria Lorenzo Saavedra |
| Hoa hậu Ảnh                 | - Đức – Ingeborg Braun                 |
| Trang phục dân tộc đẹp nhất | - Phần Lan – Tuula Anneli Bjorkling    |

## Thí sinh
| - Argentina - Mónica Elena Neu - Úc - Paula Lesley Whitehead - Áo - Roswitha Kobald - Bỉ - Fiona Letta - Bolivia - Rosa Maria Columba González - Brazil - Denise Penteado Costa - Anh Quốc - Zoe Spink - Canada - Nancy Henderson - Chile - Ethel Klenner Rodríguez - Colombia - Tulia Inés Gómez Porras - Đan Mạch - Anette Grankvist - Ecuador - Pim Sanchez - Phần Lan - Tuula Anneli Bjorkling - Pháp - Christine Schmadth - Đức - Ingeborg Braun - Hy Lạp - Mariella Digiakomou - Guam - Elaine Marques - Hawaii - Marygold Toibinson - Hà Lan - Yildiz de Kat - Honduras - Rosa Edelinda López - Hồng Kông - Camilla Wong - Iceland - Helga Eldon Jonsdóttir - Ấn Độ - Lynette Williams - Ireland - Pauline Theresa Fitzsimons | - Ý - Rosamaria Idrizi - Nhật Bản - Miki Yaita - Hàn Quốc - Kim Mae-ja - Luxembourg - Giselle Anita Nicole Azzeri - Malaysia - Nancy Thong - Malta - Marimar Zahra - Mexico - Luz del Carmen Bermudez - New Zealand - Teresa Irene Hodgson - Nicaragua - Nina Hernandez - Na Uy - Anne Katrine Ramstad - Philippines - Maria Elena "Marilen" Suarez Ojeda - Bồ Đào Nha - Aida Silva Tavares - Puerto Rico - Miriam Vargas - Singapore - Doris Ong Swee Gek - Tây Ban Nha - Maria Isabel Lorenzo Saavedra - Sri Lanka - Yvonne Muttupulle - Thụy Điển - Suzanna Andersson - Thụy Sĩ - Dunya Claudia Wiederkehr - Tahiti - Edna Tepava - Thái Lan - Chintana Techamaneevat - Thổ Nhĩ Kỳ - Nesrin Kekevi - Hoa Kỳ - Pia Nancy Canzani - Venezuela - Hilda Elvira Carrero García |

## Chú ý

### Trở lại
- Lần cuối tham gia vào năm 1970:
  -  Hồng Kông
- Lần cuối tham gia vào năm 1971:
  -  Honduras

### Bỏ cuộc
- Costa Rica
- Uruguay

## Liên kết
- Pageantopolis - Miss International 1973